# BBCode
BBCode (zkratka z Bulletin Board Code - anglicky doslova kód nástěnek, resp. online diskusí) je značkovací jazyk používaný pro formátování příspěvků na mnoha online diskusních fórech. Značky jsou uzavírány do hranatých závorek a po odeslání příspěvku jsou transformovány (parsovány) na jazyk, který webový prohlížeč dovede interpretovat (tj. HTML, respektive XHTML).
BBCode byl navržen k poskytování bezpečnějších, jednodušších a omezenějších možností formátování příspěvků. Předtím mnoho diskusních fór dovolovalo vkládat HTML kód, který mohl narušit nebo pozměnit vzhled stránky nebo spouštět JavaScript. Některé implementace BBCode trpěly problémy způsobenými překladem BBCode do HTML, které mohly ovlivnit bezpečnost poskytovanou BBCode.
Ačkoliv základní značky BBCode jsou shodné pro většinu programů poskytujících internetová diskusní fóra, existuje mnoho variant. Některé implementace požadují značky napsané přesně, u některých na velikosti písma nezáleží. Některé varianty mají značky pro zvýraznění HTML, PHP, SQL a dalších značkovacích nebo programovacích jazyků. Základní značky vycházejí ze struktury a značek HTML, pouze jsou uzavřeny do hranatých a ne špičatých závorek (všechny z nížeuvedených vyjma [url=http://www.example.com]Example site[/url], odpovídajícího <a href="http://www.example.com">Example site</a> v HTML).

## Příklad BBCode
Následující značky jsou součástí většiny diskusních fór podporujících BBCode:
- [b] a [/b] – tučný text
- [i] a [/i] – kurzíva
- [u] a [/u] – podtržení
- [img] a [/img] – vložení obrázku
- [url] a [/url] nebo [url=<vložený odkaz>]popis odkazu[/url] – webový odkaz
- [quote] nebo [quote="<vložené jméno>"] a [/quote] – citace (většinou z předchozího příspěvku)
- [code] a [/code] – neproporcionální písmo

Mnoho diskusních fór má vlastní stránky s popisem poskytované implementace BBCode.